# 伊東市干物店強盗殺人事件
伊東市干物店強盗殺人事件（いとうしひものてんごうとうさつじんじけん）とは、2012年（平成24年）12月18日に静岡県伊東市八幡野の干物販売店「八八ひものセンター」で発生した強盗殺人事件である。

## 概要

### 事件発生
2012年12月19日午前8時30分ごろ、静岡県伊東市八幡野の干物販売店「八八ひものセンター」で、同店社長の女性Aと男性従業員Bが遺体で発見された。朝出勤してきた女性従業員が店内に設置されたプレハブ型業務用冷蔵庫の中で血を流して倒れている被害者を発見した事で発覚。冷蔵庫の外側には扉が開かないようにテーブルが置かれていた。2人の死因は刃物のようなもので首を刺されたことによる出血性ショックであると判明。警察は、同店での当日までの売り上げ金と釣り銭の保管状況から、現金約29万円が奪われたと判断し、強盗殺人事件として捜査本部を立ち上げて捜査を開始した。

### 加害者・死刑囚H
2013年6月4日、静岡県警伊東署捜査本部は、2009年5月から2010年10月頃までの約1年5ヶ月間同店に勤務していた元従業員の60歳の男Hを強盗殺人容疑で逮捕した。2011年6月、Hは失業手当に関する手続きのため同店を訪れた際に女性Aと口論になり、パトカーが出動する騒ぎになっていたことがあった。Hは2011年6月から9月にかけて4回も三島公共職業安定所伊東出張所から失業給付金を騙し取っていた。そのため、約39万円の失業金を騙し取ったとして詐欺容疑で静岡県警で2度にわたって逮捕されており、その後起訴され、2013年6月3日に静岡地裁沼津支部で懲役1年6ヶ月、執行猶予3年の有罪判決を受けていた。

## 裁判

### 起訴
2013年6月26日、静岡地検沼津支部は容疑者Hを強盗殺人罪で静岡地裁沼津支部に起訴した。

### 第一審・静岡地裁沼津支部
2016年9月20日、被告人Hの裁判員裁判の初公判が静岡地裁沼津支部（斎藤千恵裁判長）で開かれた。Hは「すべて間違いです。金も取ってないし、殺害もしていません」と起訴内容を全面否認し、無罪を主張した。2016年10月21日、検察側はHが殺害時刻に近い時間帯に店内に滞在し、店からなくなったのとほぼ同額の硬貨を事件直後に預金していたことを指摘し、「想像を絶するほど残虐な殺害方法だ」として死刑を求刑した。一方、弁護側は県警による血液のDNA型鑑定の結果などに反論し、「直接証拠は何もない」と無罪を主張した。Hは「していないのは事実。これを分かってもらいたい」と涙声で訴え、結審した。

#### 死刑判決
2016年11月24日、静岡地裁沼津支部（斎藤千恵裁判長）は求刑通り被告人Hに死刑判決を言い渡した。静岡県内の裁判員裁判で言い渡された死刑判決は、2011年6月以来2例目だった。裁判長は判決理由で「状況証拠から犯人と強く推認される。刃物で刺され致命的な重傷を負った被害者を、冷凍庫に閉じ込めた行為は非人間的で残虐。慎重に検討しても極刑はやむを得ない」と述べた。Hは弁護人とともに判決を不服として、東京高等裁判所に控訴した。

### 控訴審・東京高裁
2017年11月17日、Hの控訴審初公判が東京高裁（大島隆明裁判長）で開かれた。弁護側は、一審後に検察側から開示された事件当日の店付近の車の目撃情報などからH以外の人物が店に出入りしていた可能性を指摘し、「真犯人が別にいるという疑問がある」として一審と同じく無罪を主張した。一方、検察側は、「一審判決に誤認は無い」として控訴棄却を求めた。2018年1月12日の第2回公判の被告人質問でHは「血まみれの2人を目撃して怖くなり、現場をいったん離れた。犯人の車があるかもしれないと思い、店の駐車場に戻った」と話し、これまでの説明を変更した。しかし、Hは一審で「店には10分も居なかった」と述べたが、その後現場に戻ったとは話していなかった。
2018年7月30日に控訴審判決公判が開かれ、東京高裁（大島隆明裁判長）は第一審・死刑判決を支持して被告人H・弁護人の控訴を棄却する判決を言い渡した。裁判長は「一審の中核的部分に不合理な点はない。被告が犯人であるという認定を左右する事情はない」と述べた。Hは弁護人とともに判決を不服として、最高裁判所に上告した。

### 上告審・最高裁判所第一小法廷
2020年11月30日、最高裁第一小法廷（深山卓也裁判長）でHの上告審弁論が開かれた。Hの弁護士は「被告が殺害した直接的な証拠がない上、被告のものとは別の不審な車が現場から走り去ったという重要な証拠もあるのに、二審は目をそらした」などと述べ、改めて無罪を主張した。一方、検察側は「被告が犯人でないと合わない事実がいくつもある」などと述べ、上告を棄却するよう求めた。
2021年1月28日に上告審判決公判が開かれ、最高裁第一小法廷（深山卓也裁判長）は一・二審の死刑判決を支持して被告人Hの上告を棄却する判決を言い渡したため、Hの死刑が確定することとなった。H側は判決訂正申立を行ったが、同年2月24日付で同小法廷から棄却決定が出されたため、死刑が確定した。

## 再審請求
2022年（令和4年）9月27日時点で、Hは死刑確定者（死刑囚）として東京拘置所に収監されている。一方、2021年（令和3年）8月12日付で無罪を主張し、静岡地裁沼津支部に再審を請求した（第1次再審請求）。
再審請求書の概要は、Hによる単独犯行であると認定した確定判決には事実誤認の疑いがあり、H以外の真犯人が複数存在し、本件を実行したとするものである。